# John G. Jansson

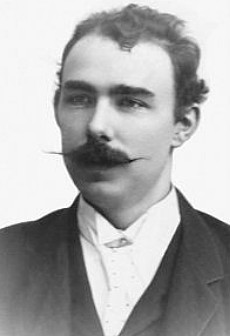
John G. Jansson, ca 1900.

John G. Jansson (fullständigt namn: Carl Johan Gustaf Jansson), född 5 juni 1868 Hedvig Eleonora församling, Stockholm, död 21 december 1940 i Maria Magdalena församling, Stockholm, var en av Djurgårdens IF:s grundare och första ordförande (i fyra år). 

## Biografi
Johns far var fyrvaktare ursprungligen från Östergötland och modern var infödd Djurgårdare född Vimmelberg. John jobbade som kassör på Neptunbolaget. Det var John G. Jansson som den 12 mars 1891 sammankallade ett dussin Djurgårdsbor och med dem bildade Djurgårdens Idrottsförening. Han bodde på adressen Långa Gatan 12 i Djurgårdsstaden.

## Övrigt
- Sällskapet Gamla Djurgårdare bildades 12 mars 1920 och där var John G. Jansson sällskapets första ordförande, 1920–1928.
- Djurgårdens supportrar har skapat en egen sång för att hylla John Jansson.[4]

- AIKs supportrar har inrättat en högtid kallad John Jansson Klåpares dag vilken infaller den dag då Djurgården matematiskt inte kan sluta före AIK i den Allsvenska tabellen.